# Todarodes sagittatus
Todarodes sagittatus, ibland omnämnd som europeisk flygbläckfisk, är en bläckfiskart med förmågan till glidflykt ovanför vattenytan. Den beskrevs första gången av Jean-Baptiste Lamarck 1798. Todarodes sagittatus ingår i släktet Todarodes och familjen Ommastrephidae. Arten förekommer regelbundet i Sverige, men den reproducerar sig inte här.

## Biologi
Denna bläckfisk har en kropp som (hos honor) blir upp till 70 centimeter lång. De tio tentaklerna kan hos stora exemplar sträcka sig 40 centimeter längre ut, medan de två fångsttentaklerna kan bli 50 centimeter långa.
Arten lever i stim. Den rör sig under dagen djupt nere i havet och kommer nattetid upp närmare ytan för att lägga ägg och jaga.
Inga underarter finns listade i Catalogue of Life.

### "Flygförmåga"
Denna och liknande arter är kända för att de ibland använder sin sifon till att skjuta sig upp ur vattnet. Därefter kan de genom att spänna ut tentakler och sidofenor på huvudet hålla sig svävande ovanför vattenytan ett antal meter. Denna glidflykt, som kan jämföras med flygfiskarnas dito, antas ske antingen under flykt undan rovfiskar eller som ett snabbare sätt att ta sig framåt.
Den besläktade arten Todarodes pacificus (ibland benämnd japansk flygbläckfisk) genomför periodiskt flyttningar i grupp över olika delar av Stilla havet och kan göra hopp/glidflykter på upp till 30 meter. Flygsträckor på upp till 20 eller 30 meter har nämnts för den europeiska arten.

## Spridning
Arten förekommer i delar av Atlanten men syns då och då även runt Sveriges kuster, särskilt varma somrar. Sommaren 2018 (då både maj och juni var varmare än normalt) spreds ett antal rapporter om flygbläckfiskar vid den svenska västkusten.
Den normala spridningen av denna och besläktade arter är dock längre ut i Atlanten, från utanför Västafrika upp till Svalbard.
Inom den europeiska fiskerinäringen är arten omnämnd under beteckningen flygbläckfisk.

## Hot
I begränsade regioner sker fiske på arten och den hamnar ibland som bifångst i fiskenät. IUCN listar arten på grund av den stora utbredningen som livskraftig (LC).